# Споменик краљу Петру I Карађорђевићу (Бијељина)
Споменик краљу Петру I Карађорђевићу налази се у центру Бијељине, на Тргу краља Петра Карађорђевића, и подигнут је 8. новембра 1993. године, као реплика ранијег сопменика из 1937. којег је уништила војска Нацистичке Немачке. Овај споменик је један од симбола града. Споменик чини композиција на којој је престављен краљ са краљевским плаштом док убија троглаву неман са пропетог коња.

## Историја
Пре изградње новог споменика Петру Карађорђевића у Бијељини је постојао исти такав споменик, направљен још 1937. године. Након завршетка Првог светског рата у Бијељини се развила идеја о подизању споменика краљу Петру I Карађорђевићу испред општинске управе. Посао прављења споменика поверен је ватреном поборнику југословенства и вајару Рудолфу Валдецу из Загреба, који је модел за изливање споменика направио 1927. године. Валдец је имао незванични статус државног скулптора и велику наклоност династије Карађорђевић. У Бијељини, која је тада административно припадала Дринској бановини, је сећање на краља Петра било снажно, као и у околним бановинама. Разлог за то су краљева славна дела током ратовања у Херцеговачком устанку 1875.
Споменик је постављен и освештан 12. јула на Петровдан, 1937. године и још тада је брзо постао симбол града.
Краљ Петар је приказан као витез, јунак, антички херој, архетип динарског човека, који убија непријатеља (Турска и Аустро-Угарска) попут Светог Георгија који убија аждаху и Краљевића Марка који убија троглавог Арапина. Владар није приказан са круном јер се по речима вајара "краљ Петар није борио за круну, већ за народ".
Споменик се налазио на тргу све до почетка Немачке окупације априла 1941. године. Недуго затим, 15. априла 1941. године од стране Немаца позвани су сви угледни Срби из Бијељине и њене околине да конопцима сруше споменик. Од тада се старом споменику Петра Карађорђевића губи сваки траг. Исте године власт на подручју Бијељине преузела је Независна држава Хрватска где је на месту некадашњег здања постављала своје, усташке симболе. Након окупације града, Бијељина је ослобођена 1945. године. Доласком нове власти у земљу, није било могуће направити споменик Петру I Карађорђевићу, па је на месту тог здања постављен споменик стреле са петокраком.

Девастација споменика указује на покушај затирања колективне меморије локалног становништва, будући да је споменик био визуелни носилац идеолошких и националних вредности.

## Обнова
Идеје за почетак обнове споменика кренуле су 1990. године, док се са израдом споменика кренуло у периоду од лета 1992. године, до јесени 1993. године. Иако је у то време почео рат у Босни и Херцеговини, грађани Бијељине нису одустали. Споменик који је израдио вајар Зоран Јездимировић из Бијељине, постављен је и освештан 8. новембра на Митровдан 1993. године.